# マリオ・フリック
マリオ・フリック（Mario Frick, 1974年9月7日 - ）は、スイス・クール出身の元リヒテンシュタイン代表サッカー選手、現サッカー指導者。現在はFCルツェルンの監督を務めている。現役時代のポジションはFW。
リヒテンシュタイン代表歴代最多出場記録、最多得点記録を持つ。同じくサッカー選手であるヤニク・フリックは息子。

## クラブ経歴
1990年にリヒテンシュタインのFCバルザースでキャリアをスタート。1994年から市民権を持つスイスのクラブチーム、FCザンクト・ガレン、FCバーゼル、FCチューリッヒでプレー。2000年にイタリア・セリエC1のACアレッツォに移籍。イタリアでプレーする最初のリヒテンシュタインの選手となり、23試合で16得点を挙げた。
2001年、セリエAのエラス・ヴェローナFCに移籍。アルベルト・マレザーニ監督による3-4-3の攻撃型フォーメーションの前線をアドリアン・ムトゥ、マウロ・カモラネージと形成した。24試合で7得点を挙げるが、チームはセリエBに降格。シーズン終了後、セリエBのテルナーナ・カルチョに移籍。テルナーナで4シーズンプレー後、ACシエーナに移籍し再びセリエAでプレーした。
2009年6月、古巣のFCザンクト・ガレンと契約。2011年1月、グラスホッパー・クラブ・チューリッヒに移籍。2011年7月にFCバルザースに復帰し、2012-13シーズンより同クラブの選手兼任監督に就任した。2015-16シーズン限りで現役を引退し監督に専念する。

## 代表経歴
1993年10月、エストニアとの親善試合で代表デビュー。以来、リヒテンシュタイン代表の中心選手として、ドイツとの親善試合や、EURO2008予選・スウェーデン戦、2010ワールドカップ予選・フィンランド戦などでゴールを決めている。
2010年9月7日、EURO2012予選・スコットランド戦でゴールを決め、最多得点記録を15に伸ばした。翌2011年8月10日ファドゥーツで行われたスイスとの親善試合でリヒテンシュタイン代表として通算100試合出場を達成した。

## 指導者経歴
2018年9月17日、母国リヒテンシュタインのFCファドゥーツに監督として招聘された。就任1シーズン目は、クラブの通算47度目となるリヒテンシュタイン・カップ優勝にクラブを導き、2019-20シーズンにはスーパーリーグへとクラブを昇格させた。
2021年12月20日、シーズン途中ながらFCルツェルンの監督に就任した。

## タイトル

### クラブ
バルザース
- リヒテンシュタイン・カップ : 2回 (1990-91, 1992-93)

FCチューリッヒ
- スイス・カップ : 1回 (1999-00)

### 個人
- リヒテンシュタイン年間最優秀サッカー選手賞（英語版） : 1993-94, 1998-99, 2001-02, 2006-07

### 指導者
FCファドゥーツ
- リヒテンシュタイン・カップ : 1回 (2018-19)